# Róbert Pálsson
Róbert Freyr Pálsson (* 19. Juli 1991) ist ein isländischer Eishockeyspieler, der seit 2019 bei Fjölnir Reykjavík in der isländischen Eishockeyliga unter Vertrag steht.

## Karriere
Róbert Pálsson begann seine Karriere als Eishockeyspieler bei Ísknattleiksfélagið Björninn, für den er als 15-Jähriger in der isländischen Eishockeyliga debütierte. 2011 wechselte er nach Dänemark zu Amager Ishockey, für das knapp zwei Jahre in der zweitklassigen 1. division spielte. Kurz vor Ende der Spielzeit 2012/13 kehrte er zu seinem Stammverein zurück. Von 2014 bis 2018 stand er beim Ligakonkurrenten Esja Reykjavík, mit dem er 2017 isländischer Meister wurde, unter Vertrag. Nachdem er 2018/19 erneut bei Ísknattleiksfélagið Björninn spielte, steht er seit 2019 bei Fjölnir Reykjavík auf dem Eis.

### International
Róbert Pálsson spielte bereits als Jugendlicher für Island. Er nahm zunächst an den U18-Weltmeisterschaften 2007, 2008 und 2009 in der Division III teil. Mit der U20-Auswahl der Isländer nahm er an den Weltmeisterschaften 2008, 2010 und 2011 teil. Dabei spielte er 2008 und 2011 in der Division II und 2010, als er zum besten Spieler seiner Mannschaft gewählt wurde, in der Division III.
Parallel zu den Einsätzen in den Juniorenteams spielte Róbert Pálsson auch schon in der Herren-Nationalmannschaft. Sein Debüt gab er als 17-Jähriger bei der Weltmeisterschaft 2009, als er mit den Isländern beim Turnier in Reykjavík Platz vier unter sechs Teams in der Division II belegte. Auch 2010, 2011, 2012, 2013, 2014, 2016, 2017, 2018, 2019, 2022, 2023 und 2024 vertrat er seine Farben in dieser Spielklasse. Zudem spielte er mit den Isländern bei den Qualifikationsturnieren für die Olympischen Winterspiele in Pyeongchang 2018 und in Peking 2022.

## Erfolge
- 2009 Aufstieg in die Division II bei der U18-Weltmeisterschaft der Division III, Gruppe B
- 2010 Aufstieg in die Division II bei der U20-Weltmeisterschaft der Division III
- 2017 Isländischer Meister mit Esja Reykjavík
- 2022 Aufstieg in die Division II, Gruppe A, bei der Weltmeisterschaft der Division II, Gruppe B